# Tōcha
Il Tōcha (闘茶, Gara del Tè) ha rappresentato una pratica mondana e di divertimento nelle classi aristocratiche e benestanti giapponesi nel tardo Periodo Heian, diffondendosi nel XIII e XIV secolo. La popolarità di questa pratica sociale, che consisteva nell'indovinare la provenienza del tè gustato, crebbe proporzionalmente con la diffusione della bevanda del tè nell'arcipelago giapponese.
Le sue origini sono cinesi, segnatamente riferibili alla Dinastia Song (宋朝) quando la bevanda del tè iniziò ad essere comunemente classificata per colore, tempo di infusione, qualità dell'acqua e gusto. In Giappone, tale diversivo mondano giunse a rappresentare anche una forma di gioco d'azzardo, denominato chayoriai (茶寄合), che fu vietato nel 1336 dal Codice di Kenmu (建武). Il diario dell'imperatore Hanazono ((花園天皇, 1297-1348) riferisce che gli aristocratici giapponesi gareggiavano nel distinguere il tè della regione di Kyoto, denominato toganoo (栂尾, altrimenti definito il "vero tè" o honcha, 本茶) dal non-toganoo (denominato hicha, 非茶). Più tardi le competizioni divennero più complesse e anche i premi più lussuosi, arrivando a giochi molto diffusi come shishu jippuku cha (四種十服茶, quattro tipi di tè e dieci tazze), rokushokucha (六色茶, i sei colori tè), hyappukucha (百服茶, con cento tazze), nanatoko shoubu (七所勝負, tra sette concorrenti), sanshu meicha (三種銘茶, tre tipologie di tè), shikicha (四季茶, tè di quattro stagioni differenti) e keizucha (系図茶, tè di varie annate). La pratica del Tōcha venne progressivamente a declinare con la diffusione, a partire dal XV secolo, della cerimonia del tè giapponese (Cha no yu, 茶の湯, "acqua calda per il tè" o anche Chadō o Sadō, 茶道, Via del tè), legata a valori più prettamente religiosi e spirituali del Buddhismo, in particolar modo degli insegnamenti dello Zen.